# TBN 남도매거진
장원나의 TBN 남도매거진은 TBN 광주교통방송(광주, 목포, 해남, 진도 FM 97.3MHz, 여수, 순천, 광양 FM 103.5MHz)에서 평일 오후 4시 5분부터 4시 55분까지 방송된 광주, 전남지역의 라디오 시사교양 프로그램이다.

## 프로그램 소개
- 광주와 전라남도의 이슈와 문화를 이야기합니다. 세상을 보는 발빠른 지역뉴스, 알찬 생활정보가 가득합니다. 오후 4시! tbn 남도 매거진을 펼쳐보세요.

## 코너 소개

### 매일 코너
- 여기 지금 우리 : 광주 전남의 현안과 이슈 인터뷰
- 소리로 공감하는 오늘 : 광주전남 곳곳의 생생한 소리와 함께 오늘을 공감하는 시간

## 요일 코너

### 월요일
- 박기자가 선택한 오늘의 뉴스 : tbn 광주 박다은 기자
- 정보는 나의 힘 (일자리,노무) : 광주이음센터 박실로 노무사 외

### 화요일
- 김기자가 선택한 오늘의 뉴스 : 광주일보 김민석 기자
- 정보는 나의 힘 (보험) : 광주보건대학교 이지이 교수 외

### 수요일
- 박기자가 선택한 오늘의 뉴스 : 뉴스원 박준배 기자
- 정보는 나의 힘 (경제,소비자) : 국정호 재무설계사, 손희정 광주소비자공익네트워크 대표

### 목요일
- 서기자가 선택한 오늘의 뉴스 : 헤럴드경제 서인주 기자
- 정보는 나의 힘 (복지,환경) : 복지, 환경 관련 기관

### 금요일
- 남도야 놀자 : 금요 특화 코너, 남도의 문화 이야기